# Nutung (Papiertechnik)
Nutung beziehungsweise Nuten bedeutet in der Papiertechnik das Heraustrennen eines Materialspans aus einem dicken Papier, Karton oder Pappe, um ein Umlegen bzw. Biegen des Werkstoffes zu ermöglichen oder zu vereinfachen.
Das Nuten verhindert das Platzen oder Brechen des Werkstoffes beim Umlegen bzw. Falzen.
Bei Faltblättern ab einer bestimmten Stärke kann das Papier durch die Laufrichtung leicht brechen. Ab einer Grammatur von etwa 170 g/m² sollte man zunächst auf eine Rille (eine eingedrückte Vertiefung) zurückgreifen, bei Karton und Pappe lässt sich eine Nut setzen.
Rille und Nut sollten grundsätzlich nicht verwechselt werden.